# Searching for a Pulse/The Worth of the World
Searching for a Pulse/The Worth of the World è uno split fra Touché Amoré e La Dispute, pubblicato il 27 luglio 2010 dalla No Sleep Records.

## Background
Le due band hanno sempre avuto rapporti di amicizia sin dai primi anni della loro carriera, in seguito a vari concerti e tour effettuati insieme, avendo anche un approccio alla musica simile. L'idea di uno split insieme è nata nel 2010 quando i Touché Amoré erano a Chicago per un concerto, da una conversazione fra il cantante dei La Dispute e Jeremy Bolm nella veranda di un amico in comune dove si stavano divertendo a suonare la chitarra. Il piano originale era quello di creare un disco dove le band sfruttassero uno stesso approccio sia musicale che concettuale, parlando dell'insoddisfazione e di come si stessero svolgendo le loro vite in quel momento; il risultato finale, nonostante le due band abbiano poi deciso di seguire percorsi creativi personali, è stato ugualmente molto simile.
In entrambe le canzoni di ciascuna band compare il cantante dell'altro gruppo come guest vocalist, a sottolineare ulteriormente la vicinanza fra le due band e la mescolanza che si è voluta creare. Nello scrivere le parti vocali che sarebbero state cantate dall'altro cantante, tanto Jeremy quanto Jordan hanno pensato specificamente a una parte che esaltasse la voce dell'altro e non che la facesse assomigliare allo stile della propria. In Why It Scares Me Jeremy ha solo una piccola parte come voce di fondo perché una volta sentita la canzone aveva paura di rovinarla, e avendo poco tempo per completare le registrazioni, non si è riusciti a scrivere una nuova parte per lui.
Jordan ha aggiunto anche che rispetto a Somewhere -il precedente album dei La Dispute- la band ha cercato di scrivere e di registrare le due canzoni come se fossero più la registrazione di un live che un album uscito da uno studio, per catturare l'intensità e la semplicità che una canzone suonata dal vivo può avere.

## Titolo e canzoni
Il doppio titolo deriva da una frase contenuta in una delle canzoni delle due band: searching for a pulse viene da I'll Get My Just Deserve, mentre the worth of the world è una frase contenuta in How I Feel.

### How I Feel
Più specificamente, the worth of the world has frozen still (pressappoco "ciò per cui vale la pena stare al mondo si è congelato") secondo Jordan rappresenta l'essenza del concetto delle due canzoni dei La Dispute: la battaglia che un ragazzo sulla ventina si può trovare ad affrontare di fronte alla vita e al non sapere bene quale sia il suo scopo in essa; la sensazione di aver perso qualcosa di vitale (quello che si è congelato) che genera un cambiamento di prospettive sul significato di questa battaglia. E la conclusione cui si giunge è che è sbagliato cercare di scongelare quelle cose percepite come essenziali che si sono congelate, perché questo implica che il nostro pensiero è che non si sarebbero dovute congelare; le cose invece succedono perché è così che va la vita, non perché c'è una forza che ci ostacola in ogni passo. D'altro canto, Jordan si chiede anche che cosa possa saperne lui di queste cose, e le canzoni lasciano questo interrogativo aperto.

La frase successiva, Like the sheet of ice collecting on the windshield of my car ("come la patina di ghiaccio che si forma sul parabrezza della mia macchina") è un riferimento più volte specificato da Jordan al clima di Grand Rapids (la città natale della band), che anche in aprile è abbastanza freddo da far trovare l'auto congelata al mattino presto quando ci si deve recare al lavoro; ed è proprio a partire dall'osservazione di questa patina di ghiaccio che si è accesa la scintilla che ha dato l'origine al concetto affrontato da Jordan nelle due canzoni.

## Tracce
Lato A - Touché Amoré
Tutti i testi sono di Jeremy Bolm.
1. I'll Get My Just Deserve – 1:34
2. I'll Deserve Just That – 1:44

Lato B - La Dispute
Tutti i testi sono di Jordan Dreyer.
1. How I Feel – 2:04
2. Why It Scares Me – 3:33

## Artwork
La veste grafica del disco è stata disegnata da Adam Vass e Nick Steinhardt, i due artisti delle band, proprio per rimarcare ulteriormente il concetto di cooperazione che stava dietro a questo album. La copertina stessa esalta le similarità e allo stesso tempo le differenze presenti tra i due gruppi.

## Edizioni in vinile
Prima edizione
- 25 esemplari di prova in Nero/Nero
- 75 esemplari in Nero/Nero con copertina serigrafata per il festival Sound and Fury 2010
- 500 in Bianco/Marmo dorato
- 500 in Nero/Marmo beige
- 1000 in Nero/Nero

Seconda edizione
- 500 in Giallo trasparente
- 500 in Marrone trasparente
- 1000 in Bianco/Bianco

Record Store Day 2012
- 48 in Bianco/Bianco con copertina serigrafata

Terza edizione
- 2000 in Nero/Nero

Quarta edizione
- 1500 in Nero/Nero[3]

## Formazione

### Touché Amoré
- Jeremy Bolm - voce
- Clayton Stevens - chitarra
- Nick Steinhardt - chitarra e artwork
- Elliot Babin - batteria
- Tyler Kirby - basso

### La Dispute
- Jordan Dreyer - voce e tamburello
- Chad Sterenberg - chitarra
- Kevin Whittemore - chitarra
- Brad Vander Lugt - batteria e pianoforte
- Adam Vass - basso e artwork